# ریو ماناتسو
ریو ماناتسو (انگلیسی: Ryū Manatsu؛ زادهٔ ۱۸ آوریل ۱۹۵۰) بازیگر، خواننده، و صداپیشه اهل ژاپن است.